# Buenavista (Tultitlán)
Buenavista ist die größte Stadt in der Municipio Tultitlán im mexikanischen Bundesstaat México. Es befindet sich im nordöstlichen Teil des Bundesstaates, nördlich des Distrito Federal und im Gebiet der Zona Metropolitana del Valle de México. Mit einer Einwohnerzahl ca. 217.900 von gehört Buenavista zu den größten Ortschaft Mexikos, die kein Gemeindesitz ist.

## Bevölkerung
Bei der Volkszählung 2010 hatte die Stadt eine Einwohnerzahl von 206.081. Die Alphabetisierung (Lesefähigkeit) lag bei 97 % der Bevölkerung. 87,7 % der Bevölkerung waren Katholiken, 8,1 % waren Protestanten und 4 % hatten keine Religion.

### Bevölkerungsentwicklung
| Jahr | Einwohnerzahl |
| ---- | ------------- |
| 1990 | 114.653       |
| 2000 | 193.707       |
| 2005 | 198.404       |
| 2010 | 206.081       |
| 2015 | 217.400       |